# La Serra (Tremp)
La Serra és un dels contraforts de la Serra de Sant Gervàs, i està situada a la part occidental d'aquesta serra, a ponent de l'antic poble de Llastarri i al nord-est del de Miralles (Espluga de Serra), també abandonat. Pertany a l'antic municipi d'Espluga de Serra, de l'Alta Ribagorça, integrat el 1970 en el municipi de Tremp, del Pallars Jussà. És a l'oest-nord-oest del poble de la Torre de Tamúrcia.